# Códices maias

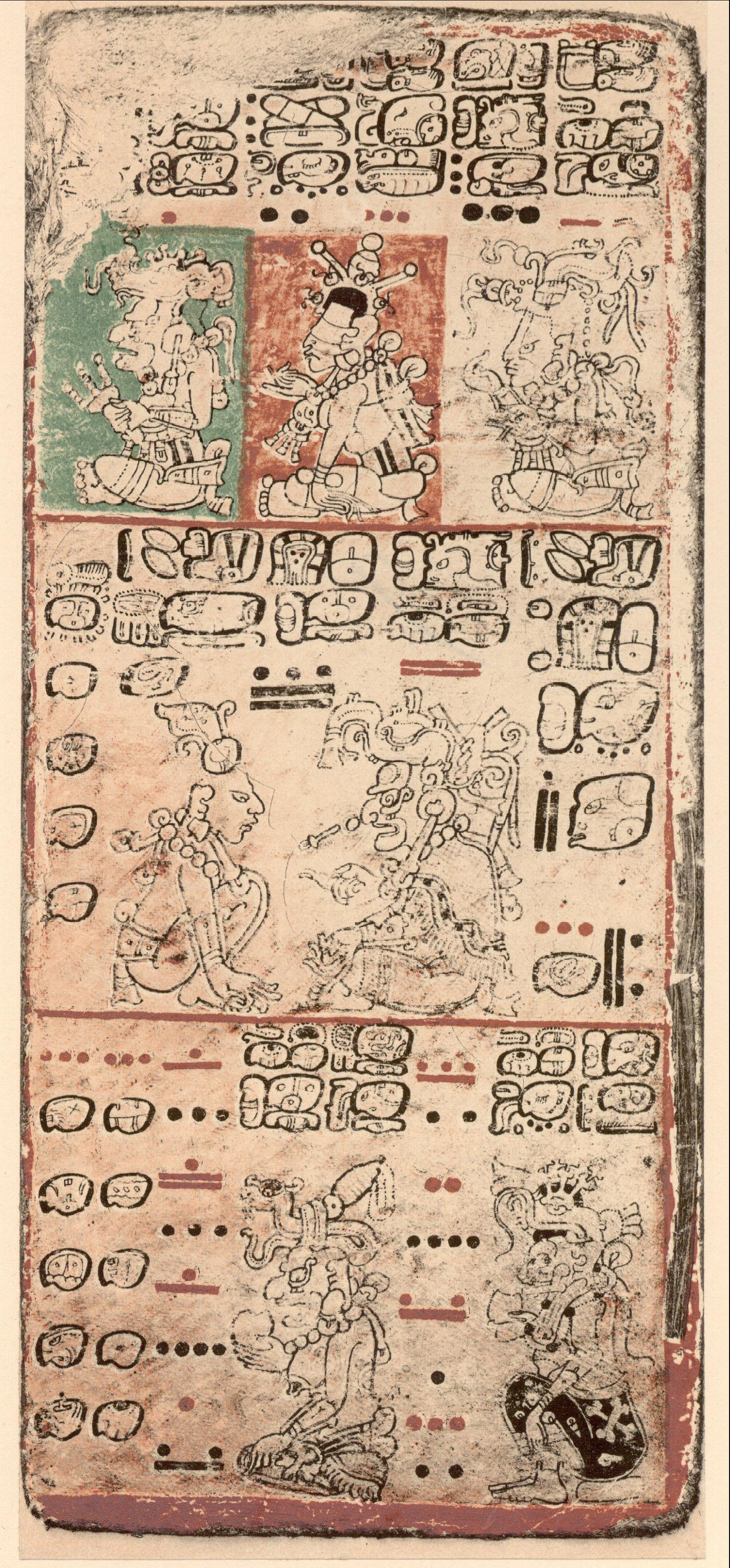
Página 9 do Códice de Desden (edição Förstermann de 1880)

Os códices maias são livros desdobráveis produzidos pela civilização maia pré-colombiana. Os textos estão redigidos utilizando caracteres hieroglíficos maias que foram inscritos sobre papel mesoamericano produzido a partir da casca de algumas árvores, sobretudo algumas espécies de figueira (Ficus padifolia e Ficus cotinifolia). Este papel, conhecido geralmente pela designação náuatle amatl era chamado huun pelos maias.
Estes códices são o produto do trabalho de escribas profissionais que trabalhavam sob o patrocínio dos Deuses Macaco. Os maias desenvolveram o seu huun por volta do século V, e comparado com o papiro era mais durável e mais apropriado à escrita.
Atualmente os códices têm os nomes das cidades aonde estão arquivados. O Códice de Dresden é geralmente considerado o mais importante dos poucos que ainda restam da maioria que foram destruídos pelos espanhóis durante a invasão da América Latina.

## Códice de Dresden
O Códice de Dresden encontra-se na Sächsische Landesbibliothek, a biblioteca estadual de Dresden, na Alemanha. É o mais elaborado dos códices maias, bem como uma importante obra de arte. Muitas seções são ritualistas (incluindo os chamados "almanaques"), outras são de natureza astrológica (eclipses, ciclo de Vênus). O códice encontra-se escrito em uma longa folha de papel dobrada de forma a produzir um livro de 39 folhas, escritas em ambas as faces. Deve ter sido escrito pouco tempo antes da conquista espanhola. De alguma maneira chegou à Europa e foi comprado pela biblioteca real da corte da Saxônia em Dresden no ano de 1.739.

## Ciclo de Vênus
O ciclo de Vênus era um calendário importante para os maias, e muita informação sobre este assunto encontra-se no Códice de Dresden. As cortes maias tinham à sua disposição astrónomos capazes de calcular o ciclo do planeta Vênus com grande precisão. Existem seis páginas no Códice de Dresden dedicadas ao cálculo preciso da localização de Vênus. Os maias eram capazes de obter tal precisão graças às cuidadosas observações efetuadas ao longo de vários séculos. O ciclo de Vênus era especialmente relevante porque os maias acreditavam que se encontrava associado à guerra e usavam-no para determinar os tempos apropriados para as coroações e  guerras. Os governantes maias planejavam as guerras de modo a terem o seu início quando Vênus aparecesse no céu no Oriente após ter desaparecido no Ocidente.
Os povos antigos da América Central estavam profundamente interessados em Vênus, o objeto mais brilhante no céu depois do Sol e da Lua.
Os seus astrônomos-sacerdotes perceberam que a Estrela da Manhã e Estrela da Noite eram o mesmo planeta, um fato não apreciado, por exemplo, dos gregos como Homero.
Para o período sinódico de Vênus, que é de um nascer helíaco como Estrela da Manhã para o outro, eles usaram a figura representando 584 dias, o número inteiro mais próximo ao valor verdadeiro, 583,92.
Este período sinódico foi dividido em quatro posições de Vênus: (1) Estrela da Manhã (236 dias); (2) desaparecimento em Conjunção Superior (90 dias), (3) Evening Star (250 dias) e 4) o desaparecimento (na Conjunção Inferior ) (8 dias).
Sabemos das contas etno-históricas que o nascer helíaco de Vênus foi um evento fantástico para os meso-americanos, que consideravam a influência do planeta decididamente funesta.
Este calendário de Vênus foi coordenado com o seu sagrado calendário Round de 52 anos, este último baseado no entrelaçamento do almanaque de 260 dias (13 números x 20 dias ) denominado de Calendário Vague de 365 dias (18 meses de 20 dias mais 5 dias extras ).
Ocorre que 5 x 584 (2.920) é igual a 8  x 365, para que em oito anos Vague tenha exatamente cinco períodos sinódico de Vênus.
O grande ciclo, equivalente ao nosso século, é alcançado após 65 períodos de Vênus, ou 104 anos Vague.
Neste ponto, os sacerdotes astecas acreditavam, que o mundo poderia acabar, por isso todos os incêndios no império eram extintos, para serem reacendidos apenas quando as Plêiades atravessavam o auge em vez de parar.
Calendários de Vênus  baseados na equação de 65 Períodos igualando 104 anos Vague são encontrados no Cospi, Borgia, B e códices Vaticanus, em que cinco deuses representando Vênus, cada um associado a cinco sucessivos levantamentos heliacal do planeta, são desenhados com uma lança em suas vítimas.
O calendário de Vênus no Códice de Dresden (pp. 46–50) mostra que os maias tinham um cerimonial mais complexo e ideias de calendário associado a ele (Thompson 1.950:217-29).
Os maias também acompanharam os movimentos de outros planetas como Marte, Mercúrio e Júpiter.

## Códice de Madrid
Apesar da qualidade da execução ser inferior, o Códice de Madrid é ainda mais variado que o Códice de Dresden e deve ter sido elaborado por oito escribas diferentes. Encontra-se no Museo de América em Madrid, Espanha, deve ter sido enviado à corte espanhola por Hernán Cortés. São 112 páginas, anteriormente divididas em duas seções separadas conhecidas como o Códice Troano e o Códex Cortesianus e reunidas em 1888.

## Códice de Paris
O Códice de Paris contém profecias para tuns e katuns (ver calendário maia), sendo, neste aspecto, semelhante aos Livros de Chilam Balam. Foi encontrado em um caixote de lixo em uma biblioteca de Paris, e como tal encontra-se em muito mau estado. Encontra-se atualmente na Bibliothèque Nationale (Biblioteca Nacional), em Paris, França.

## Códice Grolier
Disse-se que este quarto códice maia havia sido encontrado em uma caverna, e só muito recentemente a sua questão da sua autenticidade foi resolvida, dado entretanto como autentico.
Não se trata de um códice completo, mas sim de um fragmento com 11 páginas de um conjunto de 20.
Estão disponíveis na internet fotos digitalizadas do original.
As páginas são muito menos detalhadas que em qualquer um dos outros códices. Cada página mostra um herói ou um deus, olhando para a sua esquerda.
No alto de cada página encontra-se um número. Ao longo da margem esquerda de cada página encontra-se o que parece ser uma lista de datas.
O Códice Grolier foi descoberto no México no ano de 1.965, embora ainda não fosse concluída a sua origem Maia, o teste de radio-carbono datou-o aproximadamente de 1.230.
A história do seu descobrimento é contada no livro “Breaking the Maya Code”, de Michael Coe ( Thames e Hudson, 1.992).
Não podemos deixar de mencionar José Saenz, que partiu para uma viagem perto da Serra das Chiapas e Tortuguero, aonde foram procurados os fragmentos desse códice juntamente com outras relíquias.
Logo após a sua descoberta e alguns estudos, o documento foi levado para o Clube Grolier de Nova York (1.971), mas atualmente encontra-se desaparecido.
Algo interessante foi o fato de que o Códice Groiler foi montado através de fragmentos encontrados através de expedições e buscas no local onde inicialmente foram descobertos os vestígios.
Uma grande polêmica girou em torno dos estudos do manuscrito, onde se criou um clima hostil entre o estudioso Thompson e o linguista soviético Knorosov. Muitas pessoas consideravam o soviético como o grande descobridor dos hieróglifos do códice, embora algumas pessoas atribuissem tal feito à Thompson. Essa rivalidade gerou trocas de “elogios” de ambas as partes.

## Outros códices maias
Dada a raridade e importância destes livros, rumores relativos à descoberta de novos códices muitas vezes despertam interesse. As escavações arqueológicas de sítios maias têm encontrado várias amontoados de estuque e flocos de tinta, sobretudo em túmulos da elite. Estes amontoados são códices em que todo o material orgânico decompôs-se. Alguns destes amontoados mais coerentes, foram preservados, com a esperança remota de que venha a ser desenvolvida alguma técnica que permita recuperar alguma da informação a partir dos restos destas páginas antigas. Os códices maias mais antigos que se conhecem, foram encontrados por arqueólogos em ofertas funerárias em escavações efetuadas em Uaxactún, Guaytán em San Agustín Acasaguastlán, e Nebaj em Quiché, Guatemala, em Altun Ha no Belize e em Copán nas Honduras. Estes seis exemplares descobertos em escavações datam do período clássico inicial (Uaxactún e Altun Ha), do clássico tardio (Nebaj, Cópan) e pós-clássico inicial (Guaytán) e infelizmente todos foram alterados pela pressão e umidade durante os muitos anos que permaneceram enterrados encontrando-se reduzidos a massas de pequenos fragmentos, não sendo provável que alguma vez venham a ser lidos.

### Falsificações
Desde o início do século XX foram produzidas várias falsificações de qualidade variável; porém, raramente enganaram os verdadeiros peritos, mas alguns colecionadores de arte têm-no sido. Quando surgiu pela primeira vez o Códice Grolier, vários estudiosos da cultura maia pensaram tratar-se de uma falsificação de qualidade excepcional e apesar do seu exame detalhado ter convencido muitos da sua autenticidade, permanecem ainda muitas dúvidas.